# وليد العلي
وليد محمد عبد الله محمد العلي، (1973 - 2017) إمام وخطيب المسجد الكبير، وهو من أكبر مساجد الكويت والخليج العربى ومنبر دعوي وإسلامي حضاري متميز.

## حياته
الدكتور وليد العلي هو أستاذ الشريعة والدراسات الإسلامية بجامعة الكويت. تخرّج من كلية القرآن والدراسات الإسلامية الجامعة الإسلامية بالمدينة المنورة عام 1995م تخصّص في العقيدة، حيث حصل على الماجستير من كلية الدعوة وأصول الدين قسم العقيدة بالجامعة الإسلامية، وحصل أيضا على الدكتوراه من الجامعة الإسلامية قسم العقيدة كلية الدعوة وأصول الدين.
من اهتمامت الدكتور وليد العلي إعداد الخُطب وإلقاؤها وتحقيق المخطوطات. شارك بدور كبير وبارز في الدعوة الإسلامية وتعليم أصول الدين الإسلامي والخطابة خارج دولة الكويت، حيث قام بالكثير من الجولات الدعوية والدينية في كل قارات العالم.

## اغتياله
توفي في 13 أغسطس عام 2017م، إثر هجوم إرهابي على مطعم تركي يجتمع به كثير من السياحة، حيث أطلق الإرهابيون النار بشكل عشوائي ومكثف على رواد المطعم، بمدينة واغادوغو عاصمة بوركينا فاسو، وقتل العشرات منهم الدكتور وليد والشيخ فهد،
وكان ذلك بعد سفره مع الشيخ والداعية فهد الحسيني في رحلة لدعوة الناس إلى الإسلام.